# Национальный орган по аккредитации устных и письменных переводчиков
Национа́льный о́рган по аккредита́ции у́стных и пи́сьменных перево́дчиков (англ. National Accreditation Authority for Translators and Interpreters, NAATI) — австралийская государственная компания, учреждённая в 1977 году для выработки и поддержания стандартов перевода. NAATI является единственным официально признанным органом по аккредитации устных и письменных переводчиков в Австралии.

## Квалификационные уровни
Национальный орган по аккредитации устных и письменных переводчиков признаёт четыре уровня профессионального мастерства по каждой специальности:
- Парапрофессиональный письменный переводчик (Paraprofessional Translator) (ранее известный как уровень 2)
- Парапрофессиональный устный переводчик (Paraprofessional Interpreter) (ранее известный как уровень 2)
- Профессиональный письменный переводчик (Professional Translator) (ранее известный как уровень 3)
- Профессиональный устный переводчик (Professional Interpreter) (ранее известный как уровень 3)
- Опытный письменный переводчик (Advanced Translator) (ранее известный как уровень 4)
- Устный переводчик-синхронист (Conference Interpreter) (ранее известный как уровень 4)
- Опытный письменный переводчик (старший) (Advanced Translator (Senior)) (ранее известный как уровень 5)
- Устный переводчик-синхронист (старший) (Conference Interpreter (Senior)) (ранее известный как уровень 5)

Есть ещё категория «ассистентов со знанием языка» (Language Aide), которые не относятся к переводчикам и которые были ранее известны как уровень 1, а также категория «признание» (Recognition), которая присваивается в отношении языков, по которым NAATI в настоящее время не проводит тестирования. В категории «признание» уровни профессионального мастерства не выделяются.

## Печатные издания
Национальный орган по аккредитации устных и письменных переводчиков издаёт ежеквартальный бюллетень для информирования людей о том, что происходит в NAATI и в сообществе австралийских переводчиков, а также ряд изданий и материалов в помощь письменным и устным переводчикам (среди которых «Справочник аккредитованных и признанных специалистов в области письменного и устного перевода» (Directory of Accredited and Recognised Practitioners' of Translation and Interpreting), который находится в открытом бесплатном доступе в Интернете).

## Обучение и семинары
Отделения NAATI во всех штатах и территориях Австралии проводят различные семинары для кандидатов, чтобы помочь им успешно пройти аккредитацию, на которых освещаются следующие темы:
- Введение в устный перевод
- Этика и профессиональное поведение
- Ведение записей
- Основы техники устного и письменного перевода
- Подготовка к тесту

## Тестирование
NAATI реализует программу тестирования по запросу. Годовая программа тестирования раньше осуществлялась в течение 12 месяцев, начиная с июля каждого года, при этом тесты по письменному переводу проводились в ноябре, а тесты по устному переводу — с марта по июнь. Годовая программа тестирования была прекращена 1 июля 2009 года.
Чтобы быть допущенными к тесту, кандидаты должны отвечать ряду критериев, основанных на том уровне тестирования, на который они претендуют, и варьирующихся от (уровень Парапрофессионального переводчика):
- наличие общего образования, эквивалентного, как минимум, 4 классам австралийской средней школы
- предоставление доказательств владения обеими языками
- наличие не менее 3 лет опыта работы в какой-либо области

и до наличия либо общего образования, либо высшего образования в какой-либо области и (или) аккредитации NAATI в качестве Парапрофессионального устного переводчика (Paraprofessional Interpreter) по тому языку, в отношении которого они хотят получить аккредитацию (уровни Профессионального переводчика).
Получение аккредитации на уровне Опытного письменного переводчика/Устного переводчика-синхрониста и на уровне Опытного письменного переводчика (старшего)/Устного переводчика-синхрониста (старшего) в настоящее время путём тестирования невозможно.

## Перечень языков, по которым NAATI проводит тестирование
Албанский, Alyawarra, амхарский, арабский, ассирийский, ауслан, бенгальский, боснийский, болгарский, бирманский, вьетнамский, китайский (только письменный перевод), хорватский, чешский, дари, Djambarrpuyngyu (только устный перевод), голландский, английский (только письменные переводчики), филиппинский, финский, французский, немецкий, греческий, хакка (только устные переводчики), хинди, венгерский, индонезийский, итальянский, японский, кхмерский, корейский, креольский (только устные переводчики. Какой тип — не указано), курдский (курманджи), курдский (сорани), лаосский, македонский, малайский, мальтийский, литературный китайский язык , персидский, питянтятяра (только устные переводчики), польский, португальский, пенджабский, пушту, румынский, русский, самоанский, сербский, сингальский, словацкий, сомалийский, испанский, тамильский, тетум (только устные переводчики), тайский, тигринья, тонганский, турецкий, украинский, урду, юэ, вальбири (только устные переводчики), аранта (только устные переводчики), Yankunytjatjara (только устные переводчики).